# دانيال هاريس جونسون
دانيال هاريس جونسون (بالإنجليزية: Daniel Harris Johnson)‏ هو محامي وقاضي وسياسي أمريكي، ولد في 27 يوليو 1825، وتوفي في 15 يونيو 1900. حزبياً، نشط في الحزب الجمهوري والحزب الديمقراطي. وقد انتخب عضو جمعية ولاية ويسكونسن.